# Киргизско-украинские отношения
Киргизско-украинские отношения — двусторонние дипломатические отношения между Кыргызстаном и Украиной.

## История
20 декабря 1991 года Кыргызская Республика признала независимость Украины вскоре после её провозглашения. С установлением дипломатических отношений 19 сентября 1992 года Украина и Киргизия подтвердили готовность развивать двусторонние отношения в новых геополитических реалиях и в новом для обеих республик статусе независимых государств.
В 1993 году открылось посольство Кыргызстана на Украине, а в 2000 году открылось посольство Украины в Киргизии.
Согласно оценке МИД Кыргызстана, отношения между странами «отличаются традиционным дружественным характером, основанным на взаимном уважении и взаимовыгодном сотрудничестве».
За прошедшие годы сотрудничества между двумя странами установились партнёрские взаимоотношения в политической, торгово-экономической и культурно-гуманитарной сферах.
Кыргызстан поддержал кандидатуру Украины на место непостоянного члена Совета Безопасности ООН на период 2016—2017 годов.

## Договорно-правовая база
На сегодняшний день договорно-правовая база двусторонних отношений состоит из более 40 международных документов. Ключевыми считаются «Договор о дружбе и сотрудничестве между Украиной и Кыргызской Республикой» от 19 июня 1996 года (вступил в силу 24 декабря 2001 года) и «Соглашение между Правительством Украины и Правительством Киргизской Республики о свободной торговле» от 26 мая 1995 года.
С момента присоединения Кыргызстана к Таможенному союзу и вступления в силу Соглашения об ассоциации и всеобъемлющей зоне свободной торговли между Украиной и ЕС украинский и киргизский рынки стали существовать в различных экономических плоскостях. Однако, в рамках СНГ между двумя странами продолжает действовать Договор о зоне свободной торговли, преференциальный режим которого предоставляет необходимую юридическую основу для украинских и киргизских предприятий с целью извлечения взаимных торговых выгод.
Инструментом для выработки конкретных механизмов реализации двусторонних проектов и активизации экономических отношений является Совместная межправительственная украинско-киргизская комиссия по сотрудничеству.
Несмотря на достаточно высокий уровень доверия между Украиной и Кыргызстаном в различных сферах, актуальным вопросами остаётся расширение договорно-правовой базы и активизация торгово-экономического сотрудничества, в частности в сфере агропромышленного комплекса, железнодорожного транспорта, образования, энергетики и промышленности.

## Встречи
- Апрель 2011. Встреча министров иностранных дел в рамках заседания Совета министров иностранных дел СНГ (Киев);
- Сентябрь 2011. Встреча президентов в рамках 66-й сессии Генеральной Ассамблеи ООН (Нью-Йорк);
- Сентябрь 2011. Встреча министров иностранных дел в рамках заседания Совета министров иностранных дел СНГ (Душанбе);
- Ноябрь 2011. Встреча председателя Верховной рады Украины Владимира Литвина с торагой Жогорку Кенеша Ахматбеком Келдибековым в рамках заседания Совета Межпарламентской Ассамблеи СНГ (Санкт-Петербург);
- Апрель 2012. Встреча министров иностранных дел в рамках заседания Совета министров иностранных дел СНГ (Астана);
- Сентябрь 2012. Встреча президента Украины Виктора Януковича с торагой Жогорку Кенеша Асылбеком Жээнбековым в рамках 67-й сессии Генеральной Ассамблеи ООН (Нью-Йорк);
- Март 2012. Встреча председателя Верховной рады Украины Владимира Литвина с торагой Жогорку Кенеша Асылбеком Жээнбековым в рамках заседания Совета Межпарламентской ассамблеи СНГ (Алма-Ата);
- Сентябрь 2012. Встреча премьер-министров в рамках заседания Совета глав правительств стран СНГ (Ялта);
- Сентябрь 2013. Встреча премьер-министров в рамках заседания Высшего Евразийского экономического совета на уровне глав правительств стран СНГ (Астана);
- Октябрь 2013. Рабочий визит министра иностранных дел Украины Леонида Кожары в Кыргызстан.

27—28 марта 2003 года в Киеве состоялось первое заседание Совместной межправительственной украинско-киргизской комиссии, второе — 14—15 мая 2007 года в Бишкеке, третье — 4 июля 2013 года в Киеве. Председатель украинской части комиссии — заместитель министра развития экономики, торговли и сельского хозяйства — Торговый представитель Украины. Председатель киргизской части комиссии — министр экономики Кыргызстана.

## Культурно-гуманитарное сотрудничество
Кыргызскую Республику и Украину связывают исторические научно-образовательные и культурно-гуманитарные отношения. Правовой основой для развития культурного сотрудничества является Соглашение о сотрудничестве между Правительством Кыргызской Республики и Правительством Украины в области культуры от 23 февраля 1993 года.
Развитие сотрудничества между Украиной и Кыргызской Республикой в сфере культуры формируется с учётом древних традиций культурного обмена, которые существуют между двумя странами, и наличием в Кыргызстане довольно многочисленной украинской диаспоры.
Посольство Кыргызстана на Украине организовало ряд литературно-творческих мероприятий в городах Киев и Львов, посвящённых празднованию 90-летия Чингиза Айтматова, провело презентацию киргизского эпоса «Манас», который был переведён на украинский язык, принимало участие в различных культурных мероприятиях по продвижению культурного и туристического потенциала Киргизии. На украинский язык были переведены произведения Чингиза Айтматова «Тавро Кассандры», «Когда падают горы», «Свидание с сыном», «Белое облако Чингисхана». Кроме этого посольство перевело на украинский язык и издало «Кыргызские народные сказки».
На радиоканале «Достук» Общественной телерадиокорпорации Кыргызской Республики выходит еженедельная радиопередача Украинского общества Кыргызской Республики (УТК) «Берегиня». Сетка вещания радиопередачи включает познавательные и обучающие передачи на такие темы как украинская культура, история, искусство и литература. Вещание осуществляется на украинском языке.
Украинский народный ансамбль «Барвинок», а также другие творческие коллективы украинской диаспоры в Кыргызстане, в частности, «Заколодовання песня» (с. Петропавловка, Жайылский район), «Голоса Украины» (с. Новопокровка, Ысык-Атинский район), «Калина» (с. Беловодское, Жайылский район), «Красная калина» (с. Полтавка, Жайылский район) осуществляют концертную деятельность, а также принимают активное участие в мероприятиях культурно-гуманитарного направления.
Развиваются очаги изучения украинского языка и других украиноведческих дисциплин в образовательных учреждениях Кыргызстана. В частности, Центром изучения украинского языка и культуры на базе факультета славяноведения Бишкекского гуманитарного университета имени К. Карасаева (БГУ). Центром получена лицензия на преподавание курсов украинского языка. Традиционным стало проведение «Дня Украины в БГУ» в рамках «Гоголевской викторины», где студенты имеют возможность по произведениям писателя лучше узнать о культуре и быте украинского народа, послушать мелодичные украинские песни и стихи, насладиться украинским гопаком.
В Кыргызском национальном университете имени Жусупа Баласагына (КНУ) действует Центр украинистики на базе факультета русской и славянской филологии, где по учебному плану студенты изучают украинский язык как второй иностранный.
Студенты вышеназванных учебных заведений принимают активное участие в мероприятиях, которые проводит посольство Украины в Кыргызстане, в частности «День Соборности Украины», «Вечер, посвящённый памяти Т. Г. Шевченко», «День вышиванки», в круглых столах, посвящённых выдающимся датам Украины и тому подобное.
Среди других ячеек изучения украинского языка можно выделить определённый класс украинского языка в комплексе-гимназии с. Петровка Чуйской области, где действует кружок по изучению украинского языка.
Со времени основания дипломатического представительства в Кыргызстане между вузами Украины и Кыргызской Республики был заключён ряд двусторонних договоров о сотрудничестве в сфере образования, в частности:
- между Киргизским национальным университетом имени Жусупа Баласагына и Киевским национальным университетом имени Тараса Шевченко;
- между Киргизским государственным университетом строительства, транспорта и архитектуры им. Насирдина Исанова и Киевским национальным университетом строительства и архитектуры (июль 2018);
- между Кыргызско-Турецким университетом «Манас» и Институтом математики НАН Украины (Киев), Волынским национальным университетом им. Леси Украинки (Луцк).
- между Бишкекским гуманитарным университетом имени К. Карасаева и Киевским национальным лингвистическим университетом, Нежинским государственным университетом им. Н. Гоголя, Полтавским национальным педагогическим университетом им. В. Г. Короленко, Уманским государственным педагогическим университетом имени Павла Тычины, Черниговским государственным педагогическим университетом имени Тараса Шевченко, Черкасским национальным университетом имени Б. Хмельницкого, Николаевским государственным гуманитарным университетом им. Петра Могилы и Харьковским институтом управления[6].

Принимая во внимание уровень развития медицины в Украине, посольство Кыргызстана проводит работу по налаживанию сотрудничества между медицинскими учреждениями двух государств. Была организована поездка врачей Национального центра охраны материнства и детства при министерстве здравоохранения Кыргызстана во главе с директором центра Камчыбеком Узакбаевым для изучения опыта работы Научно-практического медицинского центра детской кардиологии и кардиохирургии министерства здравоохранения Украины.

## Украинская диаспора
Украинская диаспора в Кыргызстане — третья по численности среди стран Средней Азии бывших республик СССР. В 1989 году здесь проживало 108,3 тыс. украинцев, а в 2009 году уже проживало 21,924 тыс. украинцев, из которых подавляющее большинство живёт в Бишкеке, Ошской и Иссык-Кульской областях. По данным Национального комитета статистики Кыргызской Республики количество украинцев в стране по состоянию 2019 года составило 10 600 человек (0,2 % от всего населения Кыргызстана).
В целом украинцы начали селиться на территории Кыргызстана во второй половине XIX века после принятия киргизами подданства Российской империи в конце 1860-х годов. Массовое переселение украинских крестьян в Киргизии началось во второй половине 1890-х годов. Некоторое время до этого региона направлялся основной поток аграрных переселенцев с Украины. В 1897 г. на территории Кыргызстана уже насчитывалось 18,6 тыс. украинцев. Перепись 1926 года зафиксировала в Кыргызстане 64,1 тыс. украинцев, которые составляли 6,5 % всего населения тогдашней Киргизской АССР, а в районах их компактного проживания — 29 % населения. Украинцы сосредотачивались преимущественно в Бишкеке, Токмаке, Караколе, а также в долине реки Чу и Иссык-Кульской котловине.
Фактор индустриализации увеличил долю украинцев в 1939 году до 137,3 тыс. (9,4 % населения). За неимением каких-либо условий для национально-культурного развития этническая идентичность украинцев терялась. Вследствие этого доля лиц, считавших украинский язык своим родным, неуклонно сокращалась: если в 1926 году она составляла 97,1 %, то в 1959 году — уже 49,2 %, в 1989 году — 34,1 %.
В течение 1989—1997 годов из Кыргызстана эмигрировало почти полмиллиона человек, прежде всего, славянских национальностей, а также немцев и евреев.

## Торговля и экономические отношения
Экономические отношения между Кыргызстаном и Украиной осуществляются на основе двусторонних соглашений и использования преференций многосторонних договоров в рамках СНГ и ВТО, предоставляющих обоим государствам режим свободной торговли.
В 2015 году общий объём торговли товарами между Украиной и Кыргызстаном составил 84,7 млн $. Экспорт товаров из Украины в Кыргызстан в 2015 году состоял преимущественно из сахара, кондитерских изделий, какао-продуктов, готовых продуктов из зерна, бумаги и картона, мяса и съедобных субпродуктов, фармацевтической продукции. Импорт из Кыргызстана в Украину включал табак и его промышленные заменители, шкуры.
Согласно данным Государственной службы статистики Украины, общий объём внешней торговли товарами и услугами между Украиной и Кыргызстана в 2020 году составил 44,3 млн $ и увеличился по сравнению с аналогичным периодом 2019 года на 13,1 %.
Общий объём внешней двусторонней торговли товарами в январе-декабре 2020 года составил 42,6 млн $ и увеличился по сравнению с аналогичным периодом 2019 года на 2,75 млн $ или на 9,8 %.
Экспорт товаров из Украины составил 42,6 млн $ (▲ 13,1 %), импорт из Кыргызстана — 1,7 млн $ (▼ 15,3 %). Положительное сальдо для Украины в торговле составило 40,9 млн $.
Экспорт украинских товаров в Кыргязскую Республику в период с января по декабрь 2020 года состоял из:
- мяса и съедобных субпродуктов (56,1 % от общего объёма экспорта, на сумму 3,5 млн $);
- готовых продуктов из зерна (8,4 %, на сумму 579 тыс. $);
- бумаги и картона (6,2 %, на сумму 389 тыс. $);
- фармацевтической продукции (5,7 %, на сумму 361 тыс. $);
- сахара и кондитерских изделий из него (4,2 %, на сумму 263 тыс. $);
- ядерных реакторов, котлов, машин (2,2 %, на сумму 142 тыс. $);
- оптических и фотографических приборов и аппаратов (2,2 %, на сумму 141 тыс. $);
- какао и продуктов из него (2,2 %, на сумму 138 тыс. $);
- средств наземного транспорта, кроме железнодорожного (2 %, на сумму 129 тыс. $);
- железнодорожных локомотивов (1,3 %, на сумму 85 тыс. $);
- инструментов, ножевых изделий (1,3 %, на сумму 80 тыс. $);
- пластмасс и полимерных материалов (1,2 %, на сумму 75 тыс. $);
- дубильных экстрактов (1,2 %, на сумму 74 тыс. $)
- эфирных масел (1 %, на сумму 66 тыс. $);
- белковых веществ (0,9 %, на сумму 59 тыс. $).

Среди вышеупомянутых основных товарных позиций украинского экспорта рост объёмов наблюдался в таких товарных группах: эфирные масла (▲ 624,5 % по сравнению с аналогичным периодом 2019 года), оптические и фотографические приборы и аппараты (▲ 498,4 %), бумага и картон (▲ 176,8 %), готовые продукты из зерна (▲ 149,2 %), пластмассы и полимерные материалы (▲ 145,8 %), мясо и съедобные субпродукты (▲ 115,6 %).
В остальных традиционных групп украинского экспорта наблюдалось уменьшение объёмов: электрические машины (▼ 91,6 %), фармацевтическая продукция (▼ 51,9 %), ядерные реакторы, котлы, машины (▼ 42,4 %).
Среди основных товарных позиций импорта из Киргизии наблюдался рост в объёмах поставок в Украину средств наземного транспорта, кроме железнодорожного (▲ 2,6 %).
В течение 2020 года из Кыргызстана в Украину не осуществлялся экспорт мяса, съедобных субпродуктов и других продуктов животного происхождения, а также одежды из текстиля.
Согласно данным Госстата Украины, общий объём двусторонней торговли услугами в январе-декабре 2020 года составил 2,6 млн. $, из которого экспорт украинских услуг составил 1,5 млн $, импорт киргизских — 1,094 млн $. Положительное сальдо для Украины составило 431 тыс. $.
Украинский экспорт услуг в Кыргызстан в указанный период состоял из транспортных услуг, деловых услуг, услуг, связанных с путешествиями, услуг в сфере телекоммуникаций, компьютерных и информационных услуг. Импорт киргизских услуг состоял из государственных и правительственных услуг, деловых услуг, транспортных услуг, услуг, связанных с путешествиями.
Среди стран постсоветского пространства Украина заняла 4-е место (после России, Казахстана и Узбекистана) по объёму экспорта товаров в Кыргызстан по результатам января-июня 2020 года и 8-е место по объёмам экспорта товаров в Кыргызстане среди всех государств мира (после России, Китая, Казахстана, Турции, Узбекистана, США и Германии).
Украина и Кыргызстан являются членами Всемирной торговой организации (ВТО). 22 октября 2018 года Украина обратилась в ВТО о проведении консультаций относительно обжалования антидемпинговых пошлин, введённых Кыргызстаном и Арменией на украинские стальные трубы, заявив, что такие протекционистские меры нарушают антидемпинговое соглашение ВТО и положения статьи VI Генерального соглашения по тарифам и торговле.

## Список послов Украины в Кыргызстане
- Виктор Васильевич Богатырь (1999—2001);
- Пётр Дмитриевич Шаповал (2001—2003);
- Александр Иванович Божко (2004—2005);
- Владимир Николаевич Тягло (2005—2008);
- Владимир Васильевич Соловей (2008—2014)
- Александр Степанович Нефёдов (2014);
- Николай Петрович Дорошенко (2015—2017);
- Валерий Тимофеевич Жовтенко (с 2018)[8].